# 清原広澄
清原 広澄（きよはら の ひろずみ）は、平安時代中期の貴族・儒学者。左大史・海業恒の子。官位は正五位下・明経博士。広澄流清原氏の氏祖。

## 出自
出自は諸説あるが、海氏（海宿禰）出身が定説（詳細な議論は清原氏 (広澄流)#出自を参照）。太田亮は、海氏の中でも特に天武天皇の時代の凡海氏（大海氏）の凡海麁鎌の子孫と主張した。

## 経歴
小野吉柯の門人。直講を経て、寛和元年（985年）権少外記に任ぜられると、寛和2年（986年）少外記、永延元年（987年）大外記と一条初期に外記を務めながら急速に昇任し、永延2年（988年）従五位下に叙爵して、外記局を離れた。
大隅守などの地方官を務めたのち、明経道助教として京官に復し、長保4年（1002年）明経博士に任ぜられた。寛弘元年（1004年）海宿禰から清原真人に改姓し、位階は正五位下に至る。
寛弘6年（1009年）7月5日卒去。享年76。跡を養嫡子の頼隆（弟の近澄の子）が継いだ。
死後、大江匡房の『続本朝往生伝』（1100年ごろ）では、一条天皇治世下（986–1011年）の代表的な明経道の儒学者について、善澄と広澄が双璧として語られている。

## 官歴
注記のないものは『外記補任』による。
- 時期不詳：直講
- 寛和元年（985年） 12月24日：権少外記。12月29日：兼直講
- 寛和2年（986年） 日付不詳：少外記
- 永延元年（987年）正月27日：大外記
- 永延2年（988年） 正月7日：従五位下、兼権直講、去大外記?
- 正暦6年（995年） 日付不詳：大隅守
- 長保4年（1002年） 3月19日：見明経助教[5]。日付不詳：明経博士[4]
- 寛弘元年（1004年） 12月：海宿禰から清原真人に改姓[2]
- 時期不詳：正五位下[2]
- 寛弘6年（1009年） 7月5日：卒去[2]

## 系譜
- 父：海業恒
- 母：不詳
- 妻：不詳
- 養子
  - 男子：清原頼隆 - 弟近澄の子